# 下邳陳氏
下邳陳氏是中国中古时代的一个以下邳郡为郡望的陳姓士族，在東漢末年尤其顯赫，其家族中最爲出名的人物為陳登。

## 淵源
家族聚居于下邳淮浦，以後漢太尉陳球一家為核心。
唐時所修《氏族志》《元和姓纂》均記載了下邳陳氏。

## 代表人物
- 陳球
- 陳珪
- 陳登